# Isaac Roberts

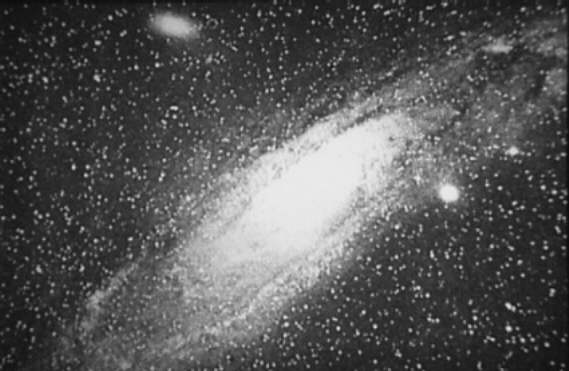
Esta fotografía es considerada su obra maestra; la gran nebulosa de Andrómeda.

Isaac Roberts (27 de enero de 1829-17 de julio de 1904) fue un acaudalado industrial y hombre de negocios de Gales, Reino Unido, más conocido por su actividad como astrónomo aficionado pionero en el campo de la astrofotografía. Fue miembro de la Sociedad Astronómica de Liverpool y socio (fellow) de la Sociedad Geológica de Londres. Roberts fue también condecorado con la Medalla de oro de la Real Sociedad Astronómica en 1895.

## Biografía
Roberts nació en Groes, Denbighshire, Gales el 27 de enero de 1829. Su padre William Roberts era granjero en este lugar. Aunque pasó algunos años de su infancia allí, más tarde se radicó en Liverpool, donde se convirtió en aprendiz en la empresa John Johnson & Son (que más tarde se convirtió en Johnson y Robinson), una firma de ingenieros mecánicos, durante 7 años a partir del 12 de noviembre de 1844. Pasó a ser socio en 1847 y complementó su trabajo con la escuela nocturna. Cuando Peter Robinson muere en 1855, Roberts se convierte en gerente de la firma, y a la muerte del otro socio, John Johnson, se hizo cargo de los contratos y asuntos de la firma. Comenzó a trabajar en la construcción en 1859, asociándose con Peter Robinson hijo en 1862. Tuvo mucho éxito en su actividad, convirtiéndose en uno de los mejores ingenieros de la región.
Isaac Roberts contrajo nupcias en 1875 con Ellen Anne, convirtiéndose en yerno de Anthony Cartmell. En 1878, Roberts adquirió un telescopio refractor de 7 pulgadas que utilizaba desde su casa en Rock Ferry, Birkenhead. Aunque en el inicio solo lo usaba para la observación visual, comenzó a explorar la fotografía estelar, que se convertiría en su fuerte años más tarde.
En 1883 inició sus experimentos con la fotografía estelar, utilizando en un principio lentes con aperturas que variaban de {\displaystyle {\begin{matrix}{\frac {3}{8}}\end{matrix}}} a 8 pulgadas. Roberts quedó complacido con los resultados por lo que ordenó un telescopio refractor de 20 pulgadas. Tomó las fotografías directamente a la distancia focal, que medía 100 pulgadas, para evitar la pérdida de luz que ocurriría si hubiese utilizado un segundo espejo. Entre 1885 y 1890 Roberts construyó un observatorio en Crowborough, Sussex, Inglaterra, donde alojó sus telescopios. Esto le permitió hacer progresos considerables en el entonces naciente campo de la fotografía astronómica.
En enero de 1886, Roberts dirigía su base astronómica en Liverpool, y había tomado 200 fotografías de estrellas, además de la Nebulosa de Orión, la galaxia de Andrómeda y las Pléyades.
Murió repentinamente en 1904 con 75 años de edad, enviudando a su entonces esposa Dorothea Klumpke. Fue cremado y sus cenizas estuvieron durante 5 años en Crowborough, siendo después enterradas en el cementerio de Flaybrick Hill.
Roberts fue un patriota de su tierra natal, Gales, utilizando durante toda su vida el idioma galés. Dejó una sustancial cantidad de dinero a la Universidad de Cardiff, a la Universidad Bangor y la Universidad de Liverpool.
Su epitafio decía: 
"En memoria de Isaac Roberts, compañero de la Sociedad Real, uno de los hijos de Inglaterra, pionero en el dominio de la fotografía celeste. Nacido en Groes, cerca de Denbigh el 27 de enero de 1829, murió en Starfield, Crowboro, Sussex, el 17 de julio de 1904, quien pasó toda su vida en la búsqueda de la Verdad y procurando la felicidad de los demás. El cielo está en nosotros. Esta piedra es erigida con el devoto amor de su viuda Dorothea Roberts, nacida Klumpke.” 
En cuanto a sus puntos de vista religiosos, se consideraba agnóstico.

## Avances

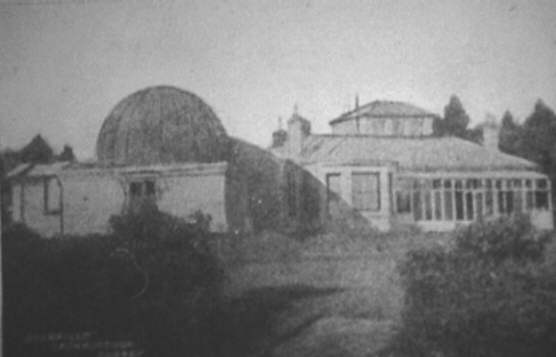
Starfield: Observatorio y residencia de Isaac Roberts en Crowborough, Sussex

Algunos objetos espaciales lejanos eran demasiado débiles para ser vistos en un telescopio normal. Sin embargo, podían verse claramente utilizando una placa fotográfica si la exposición duraba lo suficiente. De cualquier modo, debido al hecho de que la Tierra gira, cuanto más tiempo de exposición, más borrosa es la imagen obtenida, y si el tiempo de exposición es muy corto, la imagen no se produce debido a la luminosidad tan débil de esos cuerpos alejados en el espacio. La solución de Isaac Robertson a este dilema fue desarrollar un telescopio/cámara que rastreaba el objeto, permitiendo una exposición más prolongada y obteniendo una imagen más clara.
Entre sus fotografías más notables están algunas de la nebulosa de Orión y de las Pléyades. Algunos consideran que su obra maestra es una fotografía que muestra la estructura espiral de la Gran Nebulosa en la constelación de Andrómeda, tomada el 29 de diciembre de 1888. La larga exposición de la nebulosa de Andrómeda reveló que de hecho es una nebulosa en espiral, hecho bastante inesperado en aquella época. Fotografías como esta cambiaron la astronomía, mostrando por primera vez las verdaderas formas de las nebulosas y agrupaciones estelares.
Publicó las mejores fotos astronómicas de su colección en un libro de gran formato, la primera publicación popular sobre fotografías del firmamento profundo.
Además de los considerables avances en este campo de la astronomía, Roberts inventó una máquina llamada Pantógrafo Estelar, que permitía grabar las posiciones estelares en planchas de cobre.

## Eponimia
- El cráter lunar Roberts lleva este nombre en su memoria, honor compartido con el profesor y astrónomo aficionado sudafricano del mismo apellido Alexander William Roberts (1857-1938).[4]
- El asteroide (209552) Isaacroberts también conmemora su nombre.[5]